# Stryphnodendron paniculatum
Stryphnodendron paniculatum là một loài thực vật có hoa trong họ Đậu. Loài này được Poepp. miêu tả khoa học đầu tiên.